# Mersbach (Vilicher Bach)
Der Mersbach ist ein rechter Zufluss des Vilicher Bachs in Bonn, Stadtbezirk Beuel. Seine Gesamtlänge beträgt 0,74 Kilometer, sein Einzugsbereich umfasst 0,2 Quadratkilometer.

## Verlauf
Der Bach durchfließt überwiegend in einem Gehölzsaum landwirtschaftliche Nutzflächen. In diesem Bereich (von der Mündung bis zur Verrohrung) ist er naturnah. Oberhalb des verrohrten Abschnittes weist der Bach nur sehr wenig Naturnähe auf.